# Riccardo Venturi
Riccardo Venturi (* 1966 in Rom) ist ein italienischer Pressefotograf.

## Leben
Sein Interesse an der Fotografie begann in seinen letzten Schuljahren und führte zum Studium an der Hochschule Istituto Superiore di Fotografia in Rom.

## Fotojournalist
Seine Tätigkeit als Fotojournalist begann in den späten 1980er Jahren und behandelte im Wesentlichen nationale und europäische – vor allem über soziale – Themen. In den 1990er Jahren führten seine Arbeiten zu einer internationaleren Ausrichtung.
Seine Projekte Anfang der 1990er Jahre behandelten unter anderem die Zustände in Albanien nach der kommunistischen Ära, Kinderprostitution in Thailand, Skinheads in Deutschland. Mitte der 1990er Jahre wurde seine Aufmerksamkeit hauptsächlich auf bewaffnete Konflikte gezogen, so arbeitet er in Afghanistan, im Kosovo, in Sierra Leone, in Burundi, in Somalia, in Liberia, in Ruanda.
Bei seinen Arbeiten in Krisengebiete hat er immer wieder das Schicksal der vom Unglück getroffenen Menschen ins Bild gesetzt, so bei dem Tsunami in Sri Lanka und Indonesien und bei dem Erdbeben im Iran 2004.
Er arbeitete auch mit humanitären Organisationen wie der WHO (Projekt über Tuberkulose) zusammen. Aus dem Projekt über arbeitsbedingte Todesfälle und Behinderungen wurde ein Buch.

## Auszeichnungen
| Jahr | Auszeichnung                                           | Thema                  | Motiv                                     | Weblink |
| ---- | ------------------------------------------------------ | ---------------------- | ----------------------------------------- | ------- |
| 1997 | World Press Photo Awards General News Stories 2. Preis | Afghanistan            | Taliban in Kabul, Afghanistan             | Bild    |
| 2008 | Marco Luchetta Preis Fotografie                        | Tuberkulose            | Mutter mit an Tuberkulose erkranktem Kind | PDF     |
| 2011 | World Press Photo Awards General News Single           | Erdbeben in Haiti 2010 | Mädchen mit brennendem Gebäude            | Bild    |

## Ausstellungen
Neben Gruppenausstellungen gab es folgende Einzelausstellungen:
- 2008 Primero Dios![4] – Museo di Roma in Trastevere, Rom